# Castello di Artstetten
Il castello di Artstetten (in lingua tedesca Schloss Artstetten) è un castello austriaco situato nella Bassa Austria, presso la valle di Wachau, nell'abitato di Artstetten-Pöbring.

## Storia
Edificato già dal XIII secolo, il castello era anticamente di proprietà della famiglia Artstetten. Nel 1835 il complesso venne acquistato dall'arciduca Francesco Carlo d'Asburgo-Lorena, padre del futuro imperatore Francesco Giuseppe d'Austria, ed utilizzato come residenza estiva della famiglia. Successivamente il castello passò al fratello di Francesco Giuseppe, Carlo Ludovico il quale, nel 1889, lo passò al figlio primogenito, l'arciduca Francesco Ferdinando d'Austria-Este e di sua moglie Sofia, duchessa di Hohenberg.
Nella cappella del palazzo vennero poi inumate anche le due salme degli arciduchi quando questi vennero uccisi nel tragico attentato di Sarajevo del 1914 che diede inizio alla prima guerra mondiale.

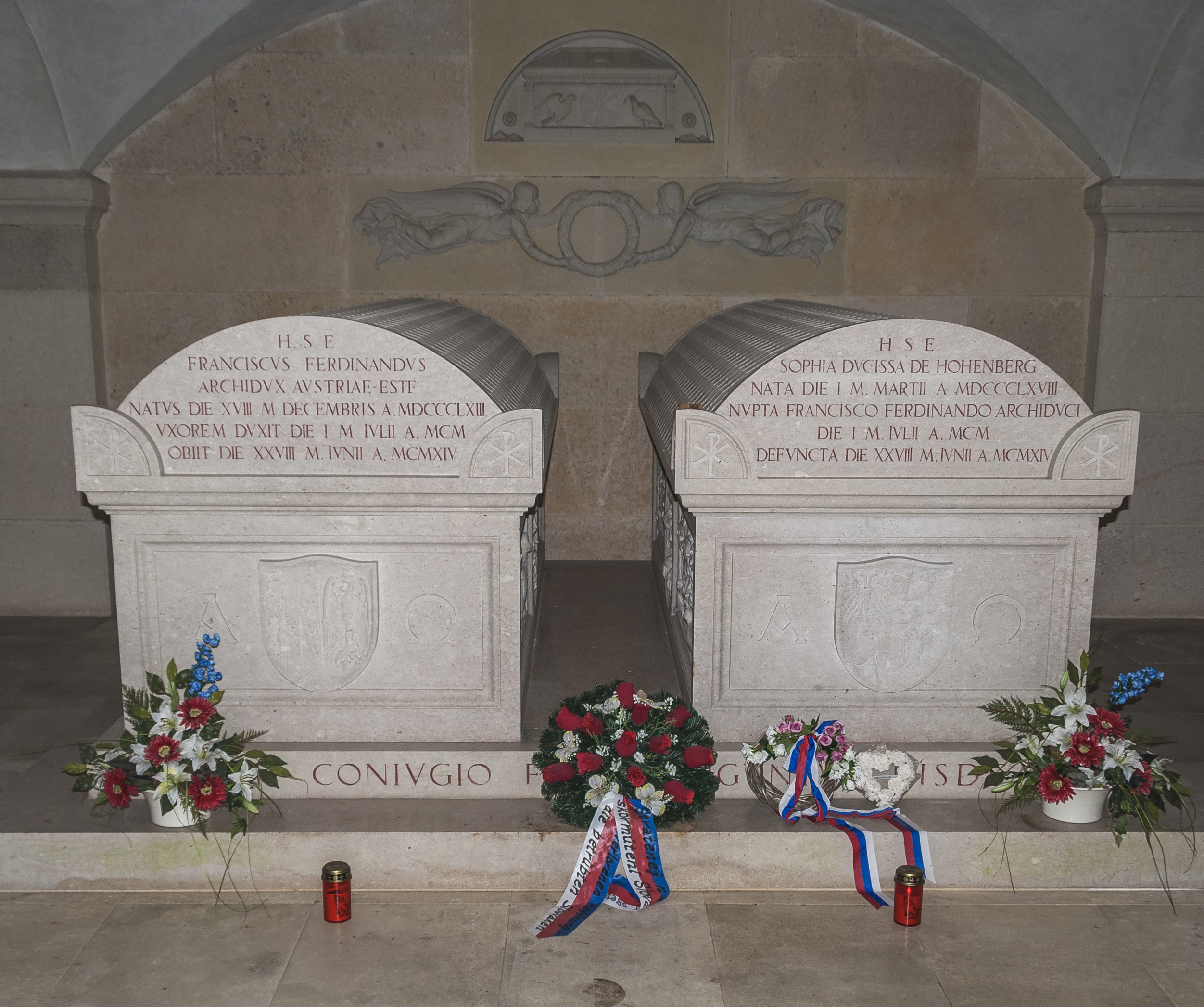
Tombe dell'arciduca Francesco Ferdinando d'Austria e di sua moglie Sofia, duchessa di Hohenberg nella cripta del castello di Artstetten in Bassa Austria

Attualmente il castello è di proprietà privata della famiglia Hohenberg, ma dal 1977 è stato aperto ufficialmente al pubblico e dal 1982 accoglie il museo "Arciduca Francesco Ferdinando" che ripercorre le tappe fondamentali della vicenda personale, storica e politica dell'arciduca.
Nel 2002 la Repubblica Austriaca ha dedicato a questo castello una moneta commemorativa da 10 euro in argento.